# 松下賢之進
松下 賢之進（まつした けんのしん、1860年（万延元年） - 1930年（昭和5年））は日本の政治家。青森県弘前市長。

## 来歴
陸奥国津軽郡弘前に工藤秀三郎の次男に生まれる。後に松下長右衛門家を再興するため松下姓となる。青森県巡査から警部に進み、青森警察署長、警察部保安、衛生、警察の各課長を歴任。1899年、静岡県に移り警察に勤務し、間もなく山梨県の警察に勤務する。その後、山梨県北巨摩郡長となり、後に帰郷し、中津軽、三戸、南津軽の各郡長を務める。1921年、北海道に渡り、網走町長となった。1926年、憲政会から推されて弘前市長に就任した。市長は1930年まで務めた。